# Michael Gottlieb
Michael Bernard Gottlieb (Nueva York, 12 de abril de 1945-La Cañada Flintridge, 23 de mayo de 2014) fue un director de cine y guionista estadounidense. Es mejor conocido por dirigir las películas Mannequin (1987) y A Kid in King Arthur's Court (1995).
Tras el lanzamiento de A Kid in King Arthur's Court, Gottlieb hizo la transición a la industria de los videojuegos y trabajó como productor durante el resto de su carrera en el entretenimiento.
El 23 de mayo de 2014, Gottlieb falleció en un accidente de motocicleta en la autopista Ángeles Crest en La Cañada Flintridge, California. Tenía 69 años y le sobreviven sus tres hijas. En el momento de la muerte de Gottlieb, era profesor de cine en el ArtCenter College of Design en Pasadena y enseñaba escritura de guiones en los departamentos de posgrado y pregrado.

## Filmografía
- Mannequin (1987) - director, escritor
- The Shrimp on the Barbie (1990) - director (bajo el seudónimo de Alan Smithee )
- Mannequin Two: On the Move (1991) - escritor
- Mr. Nanny (1993) - director, escritor
- A Kid in King Arthur's Court (1995) - director